# JUGENE

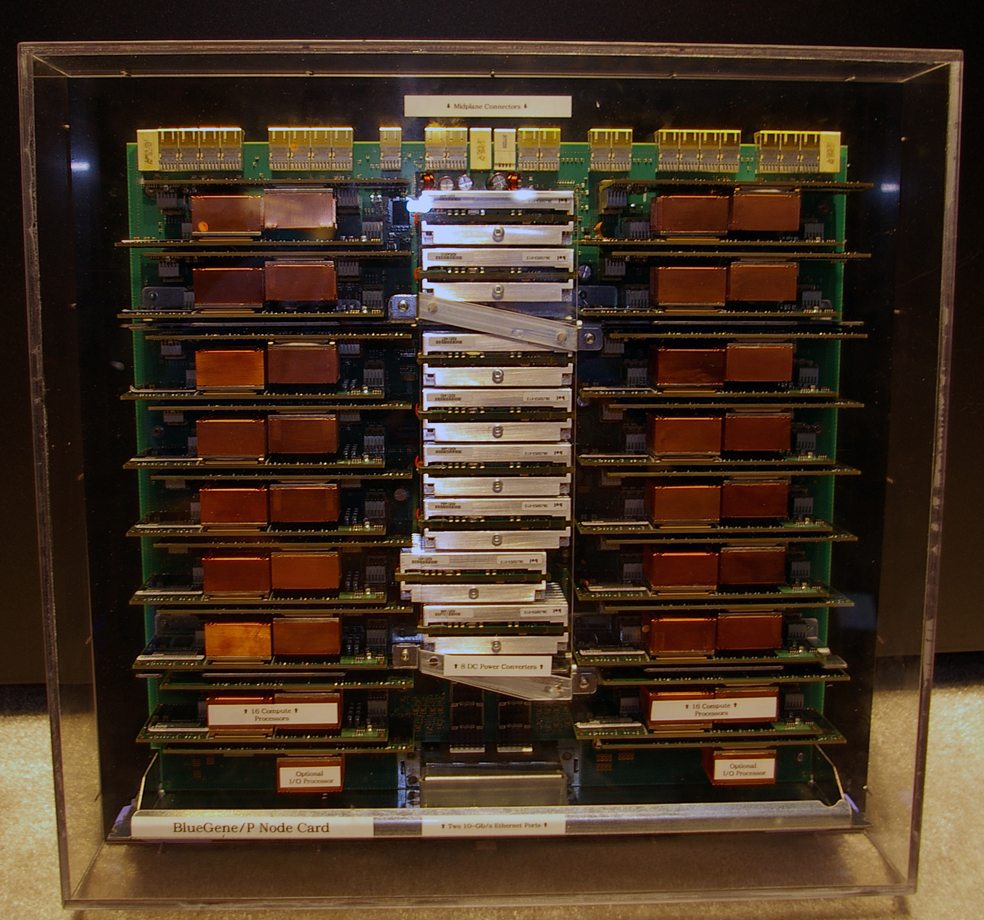
Blue Gene/Pのノードカードの1枚

JUGENE （Jülich Blue Gene、ユージーン）は、IBMにより構築され、ドイツのユーリッヒ研究センター(Jülich Research Centre)に設置された、スーパーコンピューターの一つ。

## 概要
JUGENEはIBM Blue Gene/Pをベースとしたスーパーコンピュータで、2006年のBlue Gene/LをベースとしたJUBLの後継である。登場時には世界で2番目、ヨーロッパで1番目に高速なコンピュータであった。オーナーは "Jülich Supercomputing Centre" (JSC) および  the Virtual Gauss Centre for Supercomputing である。
JUGENEは、16キャビネットの中にPowerPC 450の65,536コア、850 MHzのクロックを持ち、ピーク性能で222.8 TFLOPS (Rpeak)に達する。公式のLinpackでのピーク性能は167.3 TFLOPS (Rmax)で、2007年11月のTOP500ランキングでは全体で2位、民間（商用）では1位であった。
このコンピュータの資金調達は、JSC、ノルトライン＝ヴェストファーレン州、連邦陸軍研究教育所(Helmholtz Society)によって行われた。JSCトップの Thomas Lippert は「我々の JUGENE の特徴は、他のスーパーコンピュータと比較して非常に省電力であること」と述べた。Blue Gene/P システムは、1ワット当たり 0.35 ギガFLOPS(GFLOPS) に達するため、同等の処理を行う一般的な x86ベースのスーパーコンピュータより、非常に効率的である。
2009年2月には、JUGENEは2009年6月にペタFLOPS性能へのアップグレードを行い、ヨーロッパで最初のペタスケールのスーパーコンピュータを目指すと発表された。
2009年3月26日、新構成のJUGENEが公開された。それは72ラックの中に、294,912個のプロセッサーコア、144テラバイト(TB)のメモリ、6ペタバイト (PB) のストレージ（補助記憶装置）を含んでいた。ピーク性能は約 1ペタFLOPSで、IBM RoadrunnerとCray Jaguarに次いで、世界で3番目であった。新構成ではまた、実質的な冷却費用を削減するための、新しい水冷システムが組み込まれた。
JUGENEはオペレーティングシステムはSUSE Linux Enterprise Server 11で稼働している。

## 参照
1. 1 2  “Supercomputing: Jülich Amongst World Leaders Again”. Jülich Research Centre. (2007年11月12日) 2008年5月2日閲覧。
2. ↑  “IBM Enters Petascale Era with Blue Gene/P”. HPCwire.com. (2007年6月29日) 2008年5月2日閲覧。
3. ↑  http://www.fz-juelich.de/jsc/news/interruptions
4. ↑  http://www.fz-juelich.de/portal/index.php?index=163&jahr=2009&cmd=show&mid=670
5. ↑  http://www-03.ibm.com/press/us/en/pressrelease/26657.wss
6. ↑  Hartl, Judith (2009年5月26日). “New super computer is faster than 50,000 PCs, says professor”. Deutsche Welle